# Austrolebias nigripinnis
Austrolebias nigripinnis es un pez de la familia de los rivulinos en el orden de los ciprinodontiformes.

## Morfología
Los machos pueden alcanzar los 7 cm de longitud total.

## Distribución geográfica
Se encuentran en Sudamérica, en charcos temporales de Argentina, Brasil, Paraguay y Uruguay